# Joses (Ježíšův bratr)
Joses (řecky Ἰωσῆς) je jméno, obvykle považované za podobu jména Josef, které se v Novém zákoně vyskytuje mnohokrát:
- Joses, jeden ze čtyř Ježíšových bratrů (řecky: ἀδελφοί, romanizováno: adelfoi, doslova „bratři“)[2][3]
- Joses nebo Josef, syn Marie a bratr Jakuba (Jakuba Mladšího podle Marka – Mk 15, 40 (Kral, ČEP)[4]), zmíněný v Markovi – Mk 15, 40 (Kral, ČEP),[4] Markovi – Mk 15, 47 (Kral, ČEP)[5] a Matoušovi – Mt 27, 56 (Kral, ČEP)[6]
- Joses nebo Josef, pravé jméno Barnabášovo podle Skutků – Sk 4, 36 (Kral, ČEP)[7][8][9]
- V Lukášovi – Lk 3, 29 (Kral, ČEP)[10][11] je také Ἰησοῦ nebo Ἰωσή (José, Jošua [Jozue],  nebo Ježíš)

## Etymologie
Joses je zkrácená řecká podoba jména Josef. Na rozdíl od řeckého Josef, které zůstává ve všech gramatických pádech ustálené jako Josef, však Joses funguje jako pravé řecké jméno a v řečtině se skloňuje, přičemž v genitivu přebírá koncovku -e/-etos, tedy Jose/Josetos (Ἰωσῆ/Ἰωσῆτος), ,z Joseseʻ.
Ačkoli je pravopis jména Josef v řečtině poměrně ustálený, pravopis krátkých forem Joses a Josis se liší. Tal Ilanin katalog židovských nápisů z tohoto období (z r. 2002) zaznamenává kolísání v hláskové podobě „Josef“ (v řečtině nesklonné) a různých kratších (a někdy i skloňovaných) řeckých variant, ale také uvádí, že plná podoba Josef převládá u 47 z 69 řeckých nápisů.

## Nový zákon
Joses a Josef se v různých gramatických pádech často vyskytují jako textové varianty v Novém zákoně.

### Joses, bratr Ježíšův
„Což to není ten tesař, syn Mariin a bratr Jakubův, Josefův (Josesův), Judův a Šimonův? A nejsou jeho sestry tady u nás? A byl jim kamenem úrazu.“ Mk 6, 3 (Kral, ČEP)
„Což to není syn tesaře? Což se jeho matka nejmenuje Maria a jeho bratři Jakub, Josef, Šimon a Juda?“ Mt 13, 55 (Kral, ČEP)
Menší část (alexandrijských, západních) řeckých rukopisů v Matoušově evangeliu – Mt 13, 55 (Kral, ČEP) čte „Josef“ (Ἰωσήφ), což je standardní způsob zápisu tohoto jména. Římští katolíci se domnívají, že Joses, bratr Ježíšův, je totožný s Josesem, bratrem Jakubovým, o němž se píše v Matoušově evangeliu – Mt 27, 56 (Kral, ČEP) a v Markově evangeliu – Mk 15, 40 (Kral, ČEP).

### Joses, bratr Jakuba (Mladšího?)
V Mk 15, 40 (Kral, ČEP) a Mk 15, 47 (Kral, ČEP) je Joses označen jako syn jisté Marie, která je také matkou jistého Jakuba. U obou veršů se jako textové varianty vyskytují Ἰωσῆτος a Ἰωσῆ, ale oba jsou genitivy Ἰωσὴς ve významu Joses.
„Zpovzdálí se dívaly také ženy, mezi nimi i Marie z Magdaly, Marie, matka Jakuba mladšího a Josefa, a Salome.“ Mk 15, 40 (Kral, ČEP)
„Marie z Magdaly a Marie, matka Josefova, se dívaly, kam byl uložen.“ Mk 15, 47 (Kral, ČEP)
Matouš – Mt 27, 56 (Kral, ČEP): Není však jasné, zda se její druhý syn jmenuje Joses (Ἰωσῆ, kterému dává přednost Stephanus Textus Receptus 1550, Scrivener's Textus Receptus 1894, RP Byzantine Majority Text 2005, a řecká pravoslavná církev) nebo Josef (Ἰωσὴφ, kterému dávají přednost Westcott a Hort 1881, Westcott a Hort / [varianty NA27 a UBS4], Tischendorfovo 8. vydání 1864-94 a Nestle 1904). Moderní anglické překlady Bible jsou přibližně rovnoměrně rozděleny v tom, kterou textovou variantou se řídit, přičemž polovina z nich včetně New International Version (1978) jej vykládá jako Josef a druhá polovina včetně English Standard Version (2001) jako Joses.
„Zpovzdálí přihlíželo mnoho žen, které provázely Ježíše z Galileje, aby se o něj staraly; mezi nimi Marie z Magdaly, Marie, matka Jakubova i Josefova, a matka synů Zebedeových.“ Mt 27, 55–56 (Kral, ČEP)
V Novém zákoně se jméno „Jakub Mladší“ objevuje pouze v Mk 15, 40 (Kral, ČEP), který je podle paralelních zpráv o ženách u ukřižování obvykle ztotožňován s Jakubem ve spojení s „Marií, matkou Jakubovou“, která je zase někdy ztotožňována s Marií Kleofášovou, zmíněnou pouze v J 19, 25 (Kral, ČEP). Podle Hegesippovy tradice (Eusebius III.11) byl tento Kleofáš bratrem Josefa, takže jeho žena Marie byla Ježíšovou tetou a tento Jakub Mladší a Jose (Joses) byli Ježíšovými bratranci.
James Tabor uvádí, že Marie, matka Jakubova, je totožná s Marií, matkou Ježíšovou, a že Kleofáš byl jejím druhým manželem, takže Joses je Ježíšovým nevlastním bratrem. Římskokatolická tradice se řídí Jeronýmovým názorem, že Marie Jakubova matka (manželka Klopáše) je sestrou Marie Ježíšovy matky, ačkoli nemusí být doslova sestrami, a to s ohledem na použití uvedených slov v řečtině, hebrejštině a aramejštině.

### Skutky apoštolů 4,36 (Barnabáš)
Skutky apoštolů – Sk 4, 36 (Kral, ČEP) uvádí, že osoba, které apoštolové dali příjmení/přezdívku/název Barnabáš (Βαρνάβας), se ve skutečnosti jmenovala Ἰωσὴφ (Josef) podle Westcotta a Horta 1881, Westcott a Hort / [varianty NA27 a UBS4], Tischendorfovo 8. vydání 1864-94 a Nestle 1904, nebo Ἰωσὴς (Joses) podle Stephanus Textus Receptus 1550, Scrivener's Textus Receptus 1894, RP Byzantine Majority Text 2005 a řecké pravoslavné církve. Většina moderních anglických překladů Bible, jako je New International Version (1978), jej vykládá jako Josef, menšina včetně King James Version (1611) jako Joses.

### Lukáš 3,29
V Lukášově rodokmenu Ježíše je v Lukášově evangeliu – Lk 3, 29 (Kral, ČEP) zmíněn Ἰησοῦ nebo Ἰωσή (obojí v genitivu) jako patnáctý Davidův potomek v linii od Šalomounova mladšího bratra Nátana. Ἰησοῦ Iēsou je textová varianta, kterou upřednostňují Westcott a Hort 1881, Westcott a Hort / [varianty NA27 a UBS4], Tischendorfovo 8. vydání 1864-94 a Nestle 1904, zatímco variantu Ἰωσῆ Iōsē upřednostňují Stephanus Textus Receptus 1550, Scrivener's Textus Receptus 1894, RP Byzantine Majority Text 2005 a řecká pravoslavná církev. Většina moderních anglických biblických překladů, jako je New International Version (1978), jej překládá jako Jošua, mnoho dalších včetně King James Version (1611) jako José a několik včetně American Standard Version (1900) jako Ježíš.
Řecký pravopis (Ἰωσῆ, Iōsē) je variantou jména Joses.

## Jeruzalémští biskupové
„Joses“ se objevuje v Epifaniových („Josis“) a Eusebiových („Josef“) seznamech prvních jeruzalémských biskupů.

## Křesťanské tradice
Ve středověké Zlaté legendě je Joses také ztotožňován s Josefem Barsabášem, zvaným také Justus, který je ve Skutcích apoštolů – Sk 1, 23 (Kral, ČEP) zmíněn jako kandidát na místo uvolněné po smrti Jidáše Iškariotského.
Eusebius uvádí Justa jako třetího jeruzalémského biskupa po Jakubovi Spravedlivém a Simeonovi Jeruzalémském. Neupřesňuje však, zda má být tento Justus ztotožňován s Josesem, Ježíšovým bratrem: 
Když Symeon popsaným způsobem zemřel, nastoupil na biskupský stolec v Jeruzalémě jistý Žid jménem Justus. Byl jedním z mnoha tisíc obřezanců, kteří v té době uvěřili v Krista.
Naopak Epifanius ve druhé knize Panarionu označuje třetího jeruzalémského biskupa jako „Juda“ a Apoštolské konstituce ho podobně nazývají „Juda, syn Jakubův“.